# Rue Petřínská
 (mars 2019).
La rue Petřínská est une voie de Prague située dans le quartier historique de Mala Strana à Prague 5  .

## Bâtiments, entreprises et institutions
- GattaBianca, design d'intérieur - Petřínská 10 [2]
- agence de publicité et agence artistique AdWork - Petřínská 12 [3]
- thé et café Thés Harney & Sons - Petrinska 14 [4]

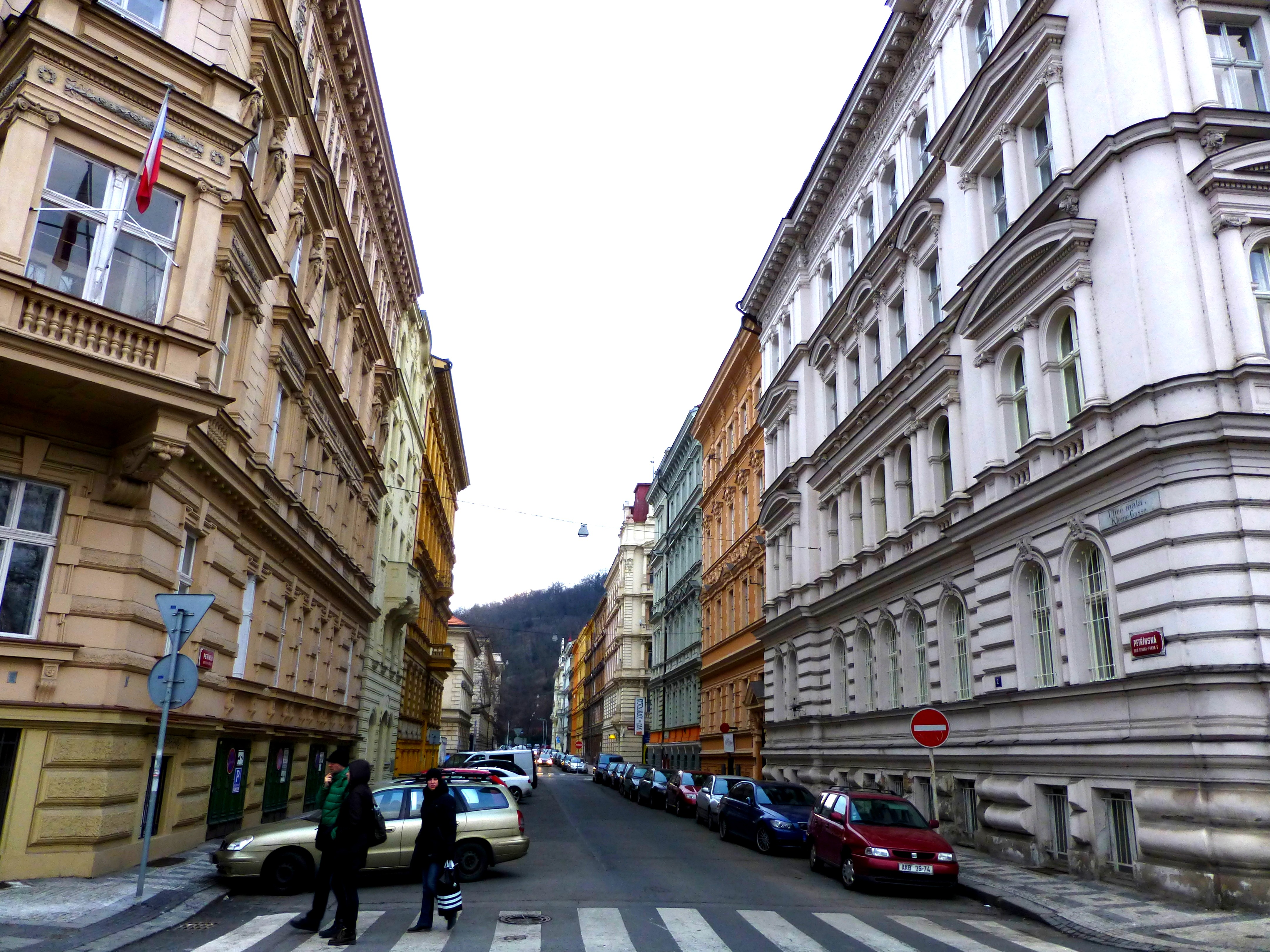
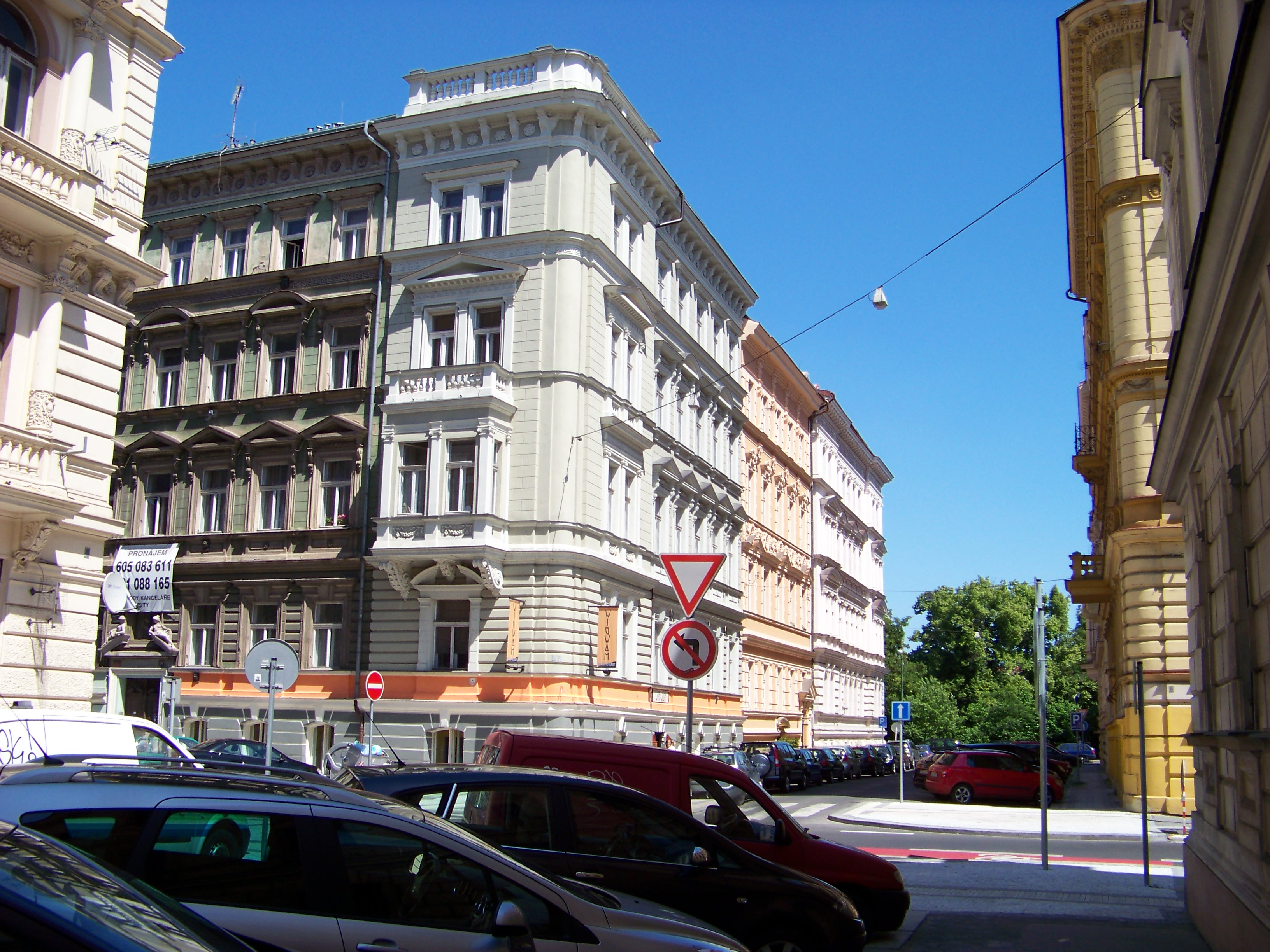
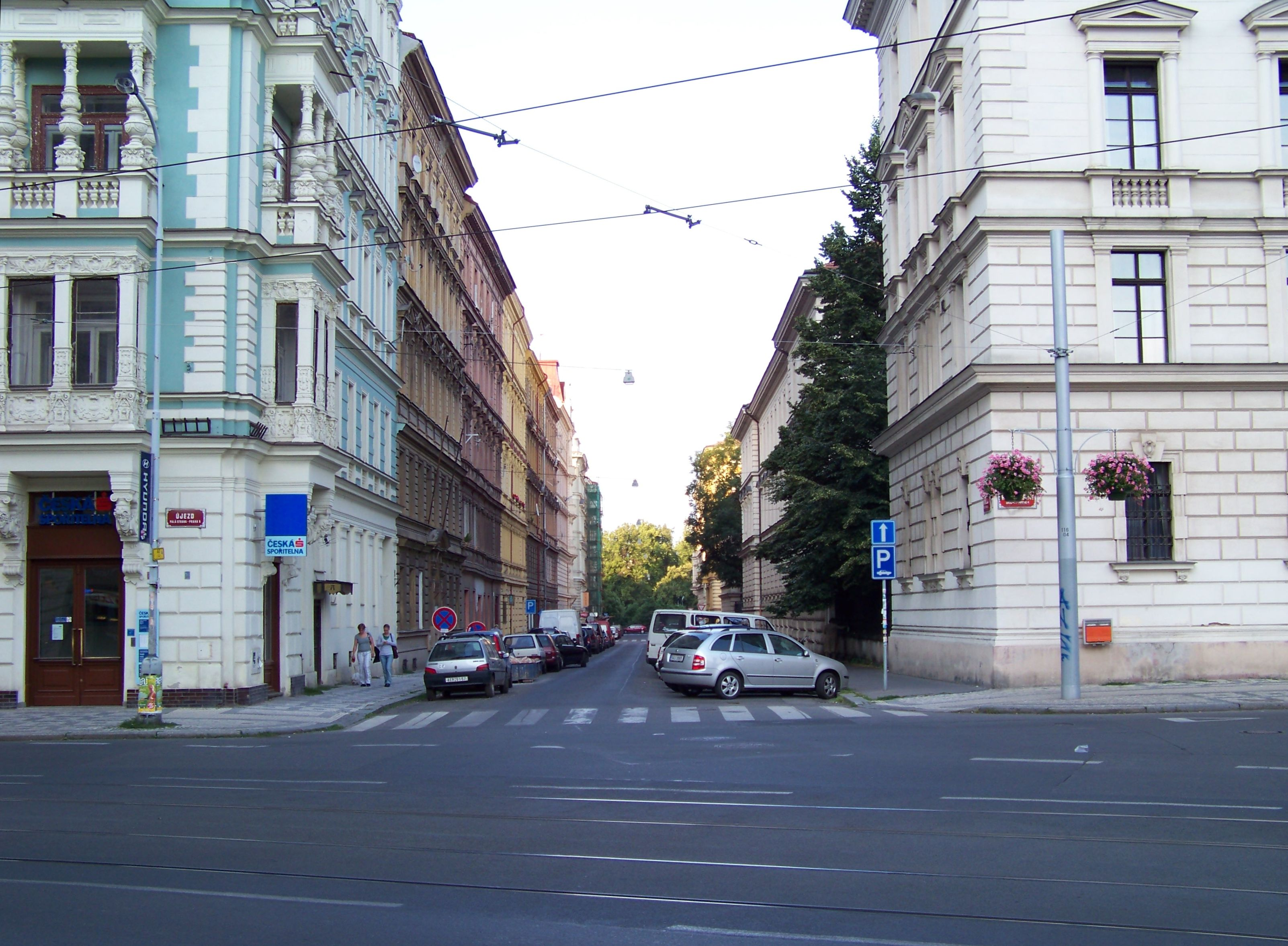
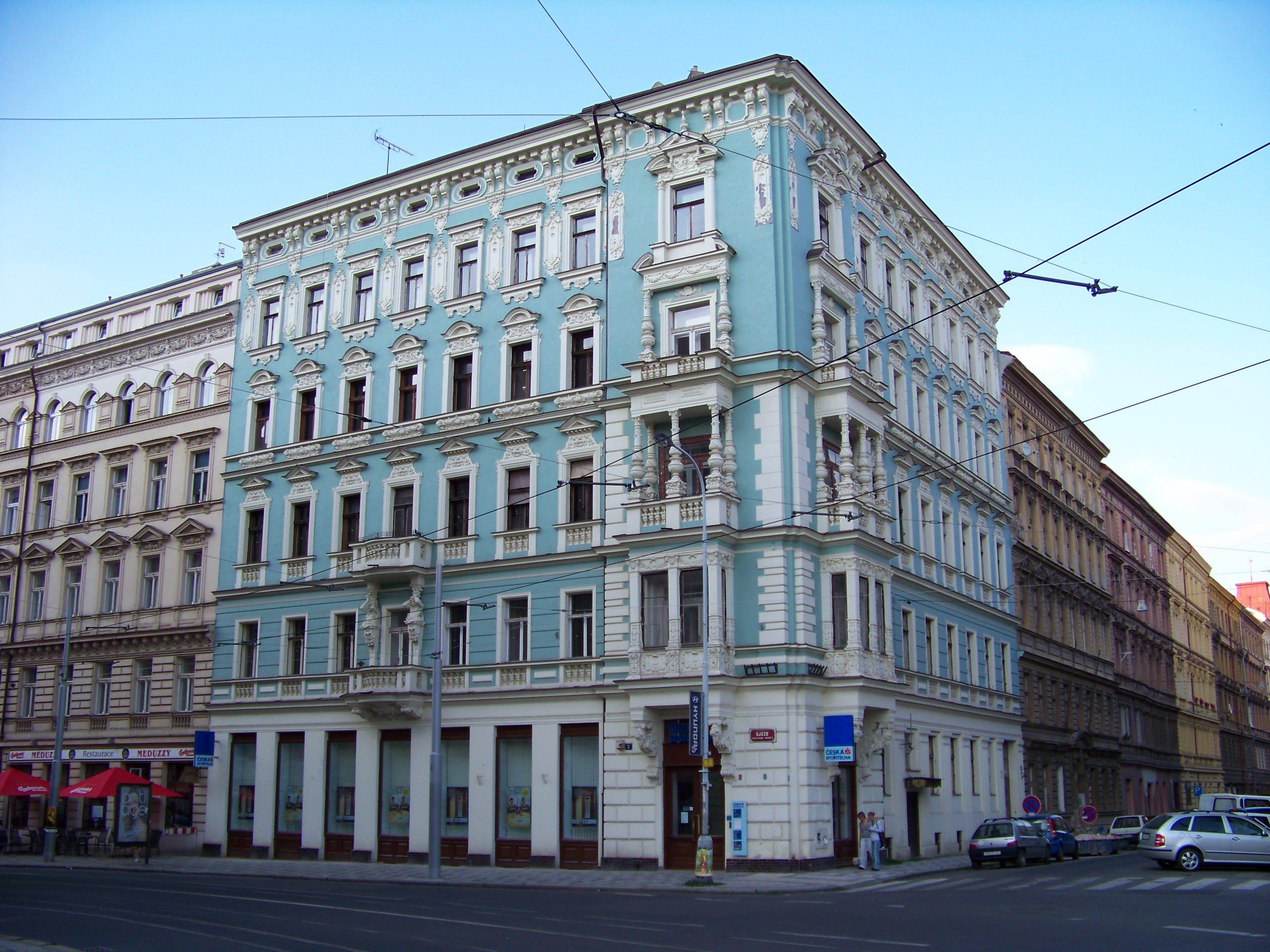